# قپان

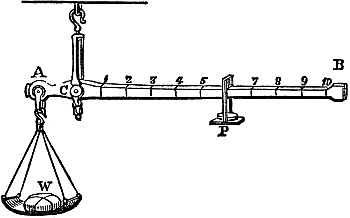
ترازوی یک کفه‌ای

کپان، کبان یا قپانبه ترازویی گفته می‌شود که یک پله دارد و بجای پلهٔ دیگر سنگ از شاهین آن می‌آویزند. به گمان دکتر علی نورایی، این واژه ریشه‌ای لاتین دارد. گرچه دهخدا این واژه را ترکی پنداشته، محتمل‌تر است که  گمان دکتر  نورایی درست باشد زیرا که ریخت اصلی این واژه «کپان» است و نه قپان؛ و می‌توان دید که از لحاظ واج‌شناختی همانندی بسیاری با واژه‌ی لاتین  “campāna” دارد. افزون بر این، تغییر صدایی واج پارسی «ک» به واج ترکی «ق» در واژگان وام گرفته از پارسی به ترکی رواج بسیار داشته و از این روی می‌توان نتیجه گرفت که این واژه نخست به پارسی و سپس به ترکی وام داده شده است.  